# 루전순
루전순(魯振順, 노진순, 영문명은 Henry Lo, 초기 예명은 류잔순(劉湛順, 유담순), 루관헝(魯冠亨, 노관형), 1957년 4월 22일 ~ )은 중화인민공화국 홍콩 특별행정구의 연극배우, 영화배우, 영화 시나리오 작가, 텔레비전 연기자이다.

## 생애
영국령 홍콩에서 출생하여 지난날 한때 중화인민공화국 톈진에서 잠시 유아기를 보낸 적이 있는 그는 1976년 류잔순(劉湛順)이라는 예명으로 홍콩에서 연극배우 첫 데뷔하였고 이듬해 1977년부터는 루관헝(魯冠亨)이라는 예명으로 연극배우 활동하였으며 3년 후 1980년 루전순(魯振順) 본명으로써 홍콩 영화 《묘령(貓靈)》의 조연을 통하여 영화배우와 시나리오 작가 데뷔하였고 이어 같은 해 홍콩의 텔레비전 드라마에 첫 출연하였으며 그는 이리하여 1980년 이 시기부터 루전순(魯振順) 본명으로써 홍콩 연기자 활동하였고 한때 1988년 중화인민공화국 본토의 텔레비전 드라마 1편에도 출연하였으며 한때 1990년과 1992년에는 중화민국 타이완의 드라마에도 각각 한 편씩 2편의 중화민국 타이완 TV 드라마에도 출연하였다.